# Hovorestenia
Hovorestenia är ett släkte av skalbaggar. Hovorestenia ingår i familjen långhorningar.
Kladogram enligt Catalogue of Life:
| Hovorestenia | \| \| Hovorestenia humeralis \| \| \| \| \| \| Hovorestenia thalassina \| \| \| \| |
|              | \| \| Hovorestenia humeralis \| \| \| \| \| \| Hovorestenia thalassina \| \| \| \| |
|              | Hovorestenia humeralis                                                             |
|              |                                                                                    |
|              | Hovorestenia thalassina                                                            |
|              |                                                                                    |